# 淀川通
淀川通（よどがわどおり）とは、大阪市内を東西に走る道路の一つ。

## 概要
区間は大阪市西淀川区中島二丁目から東淀川区の東淡路一丁目交叉点までで、大阪府道10号大阪池田線・大阪市道淀川北岸線・大阪市道福町浜町線・大阪府道14号大阪高槻京都線・大阪府道16号大阪高槻線のそれぞれ一部に当たる。大阪市の淀川右岸の3区（西淀川区・淀川区・東淀川区）を東西に貫通する唯一の幹線道路である。

## 沿線情報
西淀川区
- 大野下水処理場
- 中島公園
- 西淀公園
- 西淀川区役所
- 御幣島駅
- 西淀病院

淀川区
- 塚本駅
- 大阪府立北野高等学校
- 十三公園
- 堀城
- 十三駅
- 淀川区役所
- 淀川税務署
- 西中島南方駅
- 南方駅

東淀川区
- 柴島浄水場
- 柴島城

## 接続する主な道
西淀川区
- 国道43号 - 大和田西交叉点
- 阪神高速3号神戸線 - 大和田出入口
- 国道2号・みてじま筋（大阪府道10号大阪池田線） - 歌島橋交叉点
- 阪神高速11号池田線 - 塚本入口

淀川区
- 姫島通 - 新北野中学校前交叉点
- 十三バイパス（国道176号） - 北野高校前交叉点
- 十三筋（国道176号） - 新北野交叉点
- 新御堂筋（国道423号） - 駅前交叉点

東淀川区
- 天神橋筋（大阪府道14号大阪高槻京都線） - 長柄橋北詰交叉点
- 大阪府道134号熊野大阪線 - 柴島2丁目